# Luc Van Linden
Luc Van Linden (Schelle, 7 maart 1956 - Reet, 14 september 2011) was een Belgische politicus voor de SP / sp.a.

## Levensloop
Beroepshalve was hij kwaliteitsingenieur bij Atlas Copco.
Hij werd gemeenteraadslid van Niel in 1995, om er in 2001 schepen te worden. In 2004 werd hij burgemeester van de gemeente in opvolging van Georges Deckers. Hij was 7 jaar burgemeester als lid van de partij Samen, een initiatief van de plaatselijke sp.a-afdeling. Hij was onder ander de bezieler van de plaatselijke dorpskernvernieuwing.
Hij overleed in 2011 aan de gevolgen van een agressieve tumor. Waarnemend burgemeester was Tom De Vries (Open Vld) tot de aanstelling van Freddy Vermeiren als opvolger.
Zijn dochter Vanessa Van Linden is ook lokaal politiek actief.